# Birgit Süß
Birgit Süß (* 29. März 1962 in Halle (Saale), nach Heirat Birgit Saul) ist eine ehemalige deutsche Gerätturnerin. Ihr Heimatverein war der SC Chemie Halle.
Birgit Süß gehörte bei den Weltmeisterschaften 1978 in Straßburg zusammen mit Steffi Kräker, Silvia Hindorff, Karola Sube, Heike Kunhardt und Birte Wittwer zu der DDR-Riege, die hinter der sowjetischen Mannschaft und den Rumäninnen Bronze gewann. In der Einzelwertung belegte sie den 15. Platz. Sie erreichte außerdem zwei Gerätefinals und belegte die Plätze 7 am Boden und 8 am Stufenbarren. Nachdem sie bei den Weltmeisterschaften 1979 nicht zur DDR-Riege gehört hatte, kehrte sie bei den Olympischen Spielen 1980 in Moskau in die Mannschaft zurück. Zusammen mit Maxi Gnauck, Katharina Rensch, Steffi Kräker, Silvia Hindorff und Karola Sube gewann sie die Bronzemedaille hinter den Riegen aus der Sowjetunion und aus Rumänien. In der Einzelwertung des Mehrkampfs belegte sie Rang 17. Als Sechste der Qualifikation hätte sie im Pferdsprung das Gerätefinale erreicht. Aus jeder Riege durften aber nur zwei Turnerinnen in das Gerätefinale und sowohl Steffi Kräker als auch Maxi Gnauck lagen vor Birgit Süß. Die Weltmeisterschaften 1981 fanden wie die Olympischen Spiele im Jahr zuvor in Moskau statt. Maxi Gnauck, Steffi Kräker, Annett Lindner, Birgit Süß, Franka Voigt und Birgit Senff gewannen Bronze hinter der Sowjetunion und der chinesischen Riege.
Nach ihrem Medizinstudium schloss sie eine Facharztausbildung für Laboratoriumsdiagnostik an. Sie arbeitet heute als Laborleiterin einer Klinik-Gruppe.